# Michael D'Andrea
Michael D'Andrea est un officier de la Central Intelligence Agency, qui a été nommé en 2017 à la tête du centre de mission de l'Agence en Iran. Il est une figure majeure de la traque d'Oussama Ben Laden, ainsi que de la campagne d'« assassinat ciblé » par les drones américains. Il est à la retraite depuis au moins 2021. 

## Jeunesse
Michael D'Andrea a été élevé en Virginie du Nord. Il a rencontré sa femme alors qu'il travaillait à l'étranger avec la Central Intelligence Agency, et s'est converti à l'islam afin de l'épouser. Sa femme, Faridah Currimjee D'Andrea est une fille d'une riche famille musulmane de Maurice d'origine gujarati.

## Carrière
Michael D'Andrea a rejoint la CIA en 1979 et était considéré comme peu efficace au Camp Peary. D'Andrea aurait commencé sa carrière à l'étranger en Afrique, et il est répertorié comme « agent du service extérieur » à l'ambassade des États-Unis à Dar es Salam, en Tanzanie. D'Andrea était auparavant chef de poste au Caire, en Égypte, puis à Bagdad, en Irak. D'Andrea aurait été l'un des responsables de la CIA qui n'a pas réussi à traquer Nawaf al-Hazmi, qui participa aux attaques du 11 septembre.    
Michael D'Andrea est devenu chef du Centre de lutte contre le terrorisme de la CIA en 2006, en remplacement de Robert Grenier. Au cours de son mandat de neuf ans, D'Andrea a présidé des centaines de frappes de drones américains au Pakistan et au Yémen, plaidant pour ce programme auprès du Congrès américain. Il est également chargé du programme d’interrogatoires renforcés, l’euphémisme pour désigner la torture.
En 2015, la direction du programme de drones a été transférée à Chris Wood, à la suite d'un remaniement bureaucratique par le directeur John O. Brennan. Pendant son séjour au Centre de lutte contre le terrorisme, de nombreux journalistes ne l'ont mentionné que sous le nom de code « Roger », ce qui est considéré comme inhabituel pour un fonctionnaire non affecté à l'étranger.
Au cours de la chasse d'Oussama ben Laden, D'Andrea a dirigé une analyse des hypothèses concurrentes quant à savoir qui, outre Oussama ben Laden, pourrait se trouver dans l'enceinte ciblée à Abbottabad. 
Ses agents ont également supervisé les interrogatoires d'Abou Zoubaydah, Abd al-Rahim al-Nashiri et Khalid Cheikh Mohammed, qui ont été critiqués dans un rapport du Sénat américain,. Il aurait été impliqué dans l'assassinat du membre du Hezbollah Imad Moughniyah à Damas en Syrie. Il a reçu beaucoup de blâmes pour l'attaque du camp Chapman à Khost, en Afghanistan, lorsque sept membres de la CIA ont été tués par un kamikaze, qui aurait été soutenu par l'ISI pakistanais.
Michael D'Andrea a été surnommé « Ayatollah Mike ».
L’administration Trump le charge à partir de 2017 des opérations de la CIA contre l'Iran avec pour mandat d’avoir une attitude plus agressive envers ce pays. Il est présenté comme l’homme qui a orchestré l’assassinat du général iranien Qassem Soleimani à Bagdad au début de l’année 2020.  
Le 28 janvier 2020 les forces américaines ont récupéré deux corps près d'un de leurs avions qui s'est écrasé le 27 janvier 2020 dans l'est de l'Afghanistan. Des médias iraniens ont spéculé que Michael D'Andrea serait mort dans ce crash, cela a été aussitôt démenti.
En 2021, la CIA a reconnu sa retraite forcée après le refus du renouvellement de sa dispense de retraite obligatoire. Le directeur de la CIA, William J. Burns, a noté « l'impact remarquable » de sa carrière.

## Dans la culture populaire
D'Andrea a servi d'inspiration pour le personnage de « The Wolf », joué par Fredric Lehne, dans Zero Dark Thirty de Kathryn Bigelow.